# أدريان ويتبريد
أدريان ويتبريد (بالإنجليزية: Adrian Whitbread)‏ هو لاعب كرة قدم ومدرب كرة قدم بريطاني في مركز الدفاع، ولد في 22 أكتوبر 1971 في إبينغ ‏ في المملكة المتحدة. لعب مع سويندون تاون ونادي إكزتر سيتي ونادي بورتسموث ونادي ريدنغ ونادي لوتون تاون ونادي ليتون أورينت ووست هام يونايتد.

## وصلات خارجية
- أدريان ويتبريد على موقع قاعدة بيانات كرة القدم.إي يو (الإنجليزية)
- أدريان ويتبريد على موقع Soccerbase.com (لاعب) (الإنجليزية)
- أدريان ويتبريد على موقع عالم كرة القدم.نت (الإنجليزية)